# Nagytobozú sárgafenyő
A nagytobozú sárgafenyő (Pinus jeffreyi) a fenyőfélék (Pinaceae) családjába tartozó növényfaj.

## Származása, elterjedése
Észak-Amerika, USA nyugati részén, magas hegységek száraz lejtőin honos. Az amerikai sárgafenyő Pinus ponderosa közeli rokona.
Magyarországon főleg gyűjteményes kertekben látható; a legszebbek Dénesfán állnak (Józsa).

## Megjelenése, felépítése
Terebélyes, kúpos, 40 méter magasra megnövő örökzöld fenyő. Sötét szürkésbarna kérgét mély, keskeny repedések tagolják. Vaskos, sima ágait hamvas bevonat borítja.
Hármasával álló, kékeszöld, merev tűlevelei akár 25 cm hosszúak is lehetnek.
A fiatal hajtásokon a vöröses porzós virágzatok felpattanva sárgák, termős tobozai bíborszínűek. A toboz kúpos, 30 cm hosszú, sárgásbarna. Pikkelyein ívelt, szúrós szálka van.

## Életmódja, termőhelye
A párás, meleg környezetben érzi jól magát; ebből adódóan kissé fagyérzékeny. Fiatal korában lassan fejlődik (Józsa).
Virágai a nyár elején nyílnak.

## Felhasználása
Főleg kisebb csoportokban mutatós díszfa. Tobozát a virágkötészetek kedvelik (Józsa).

## Képek

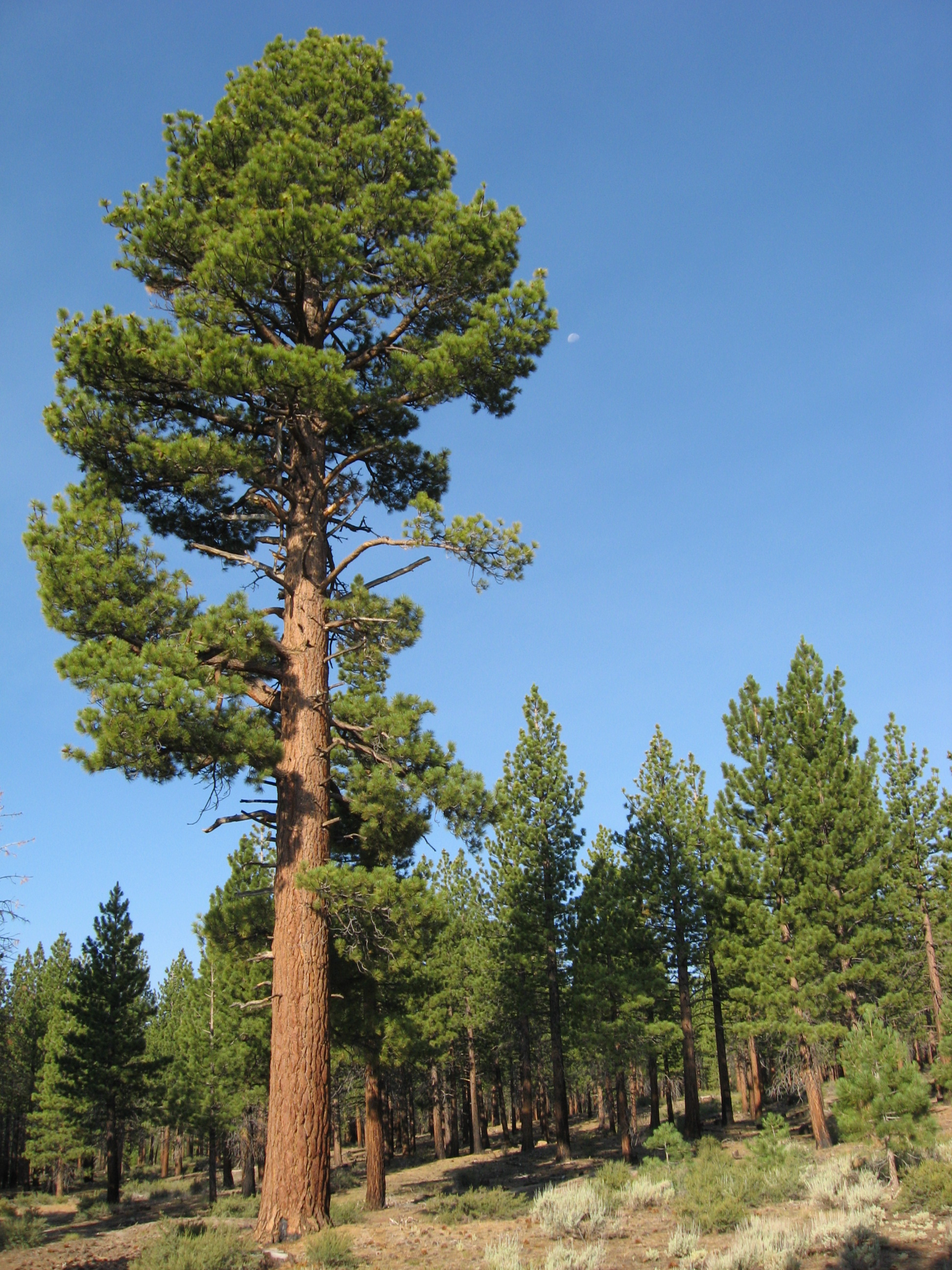
habitusa
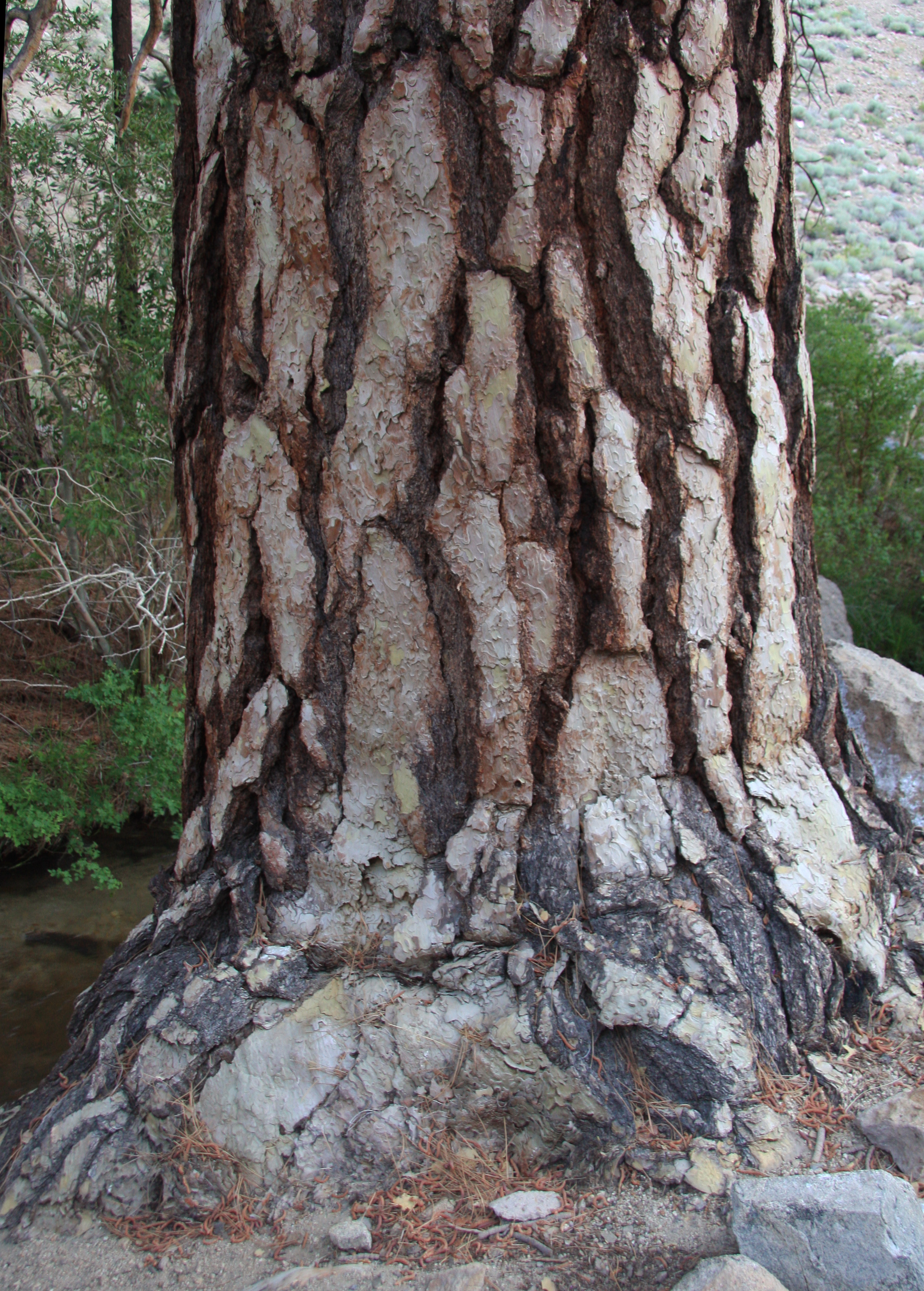
kérge
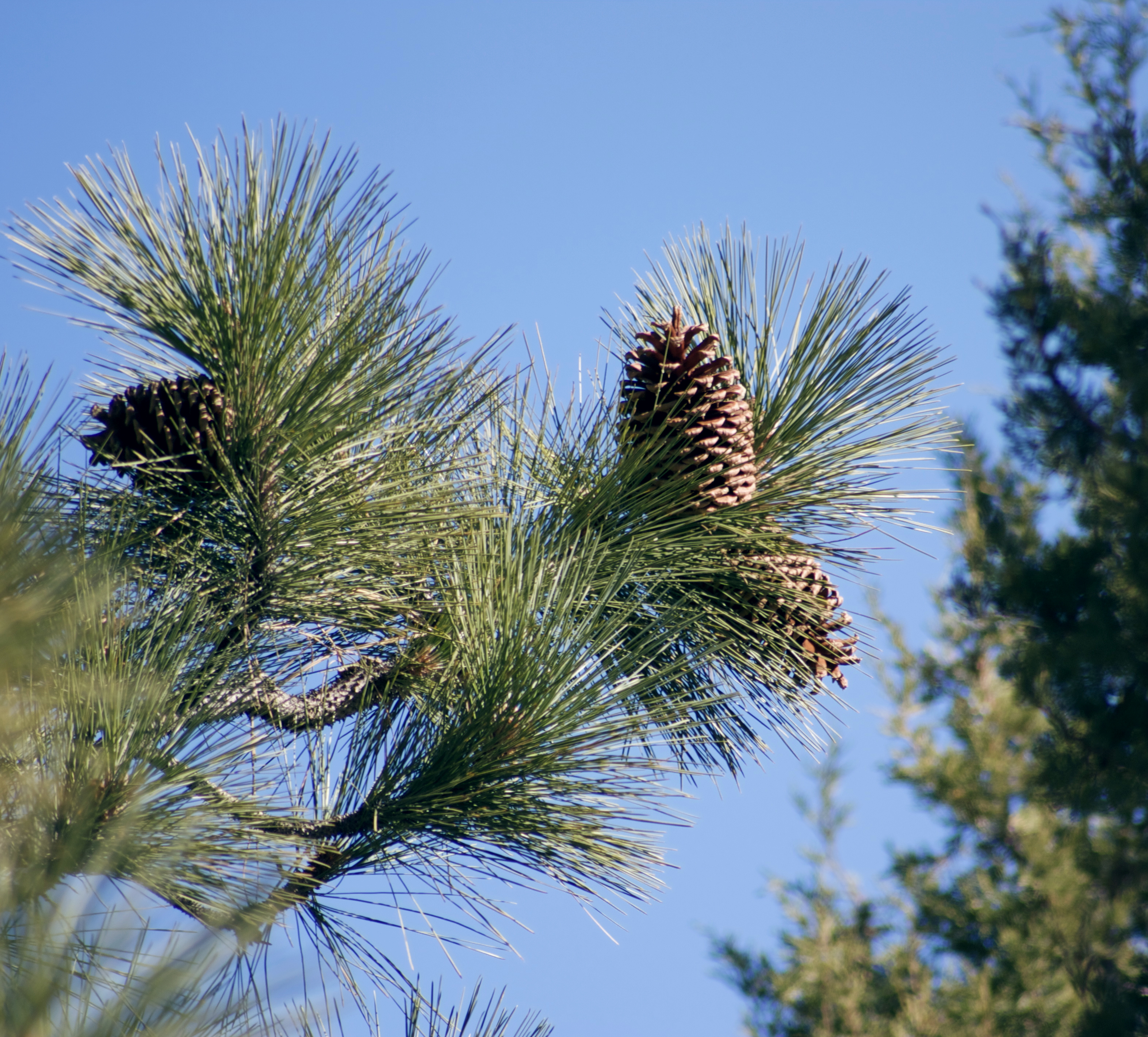
levelei
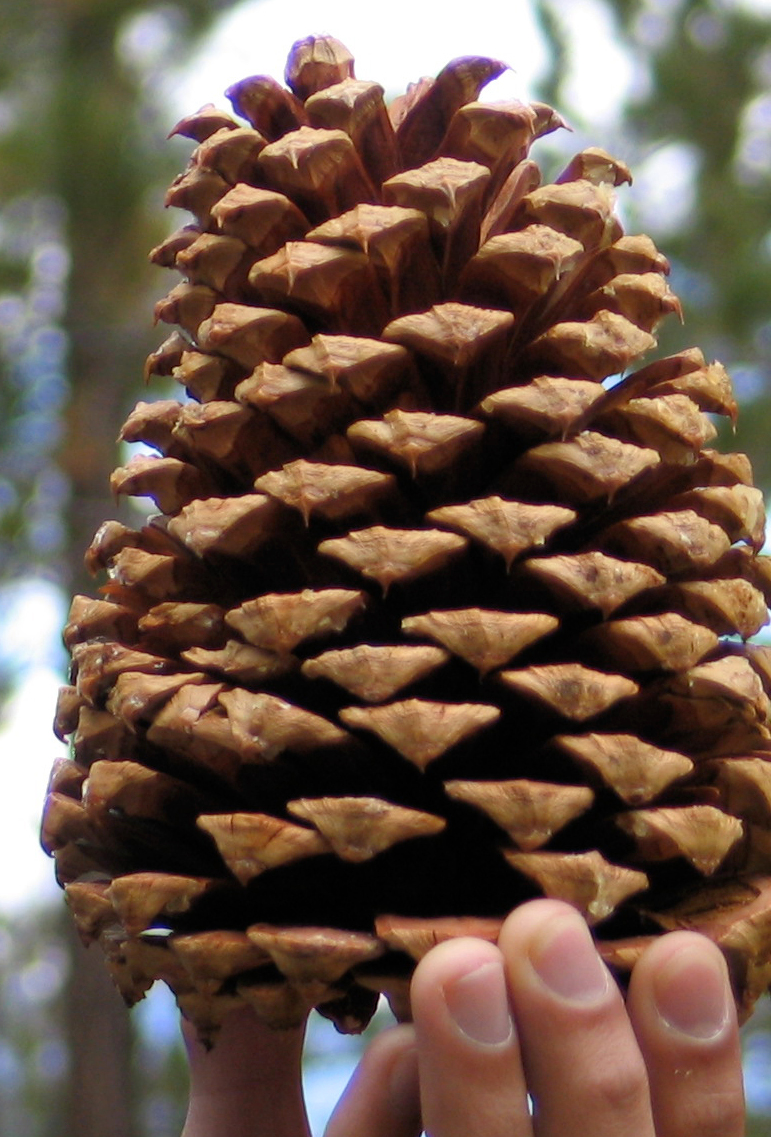
toboza
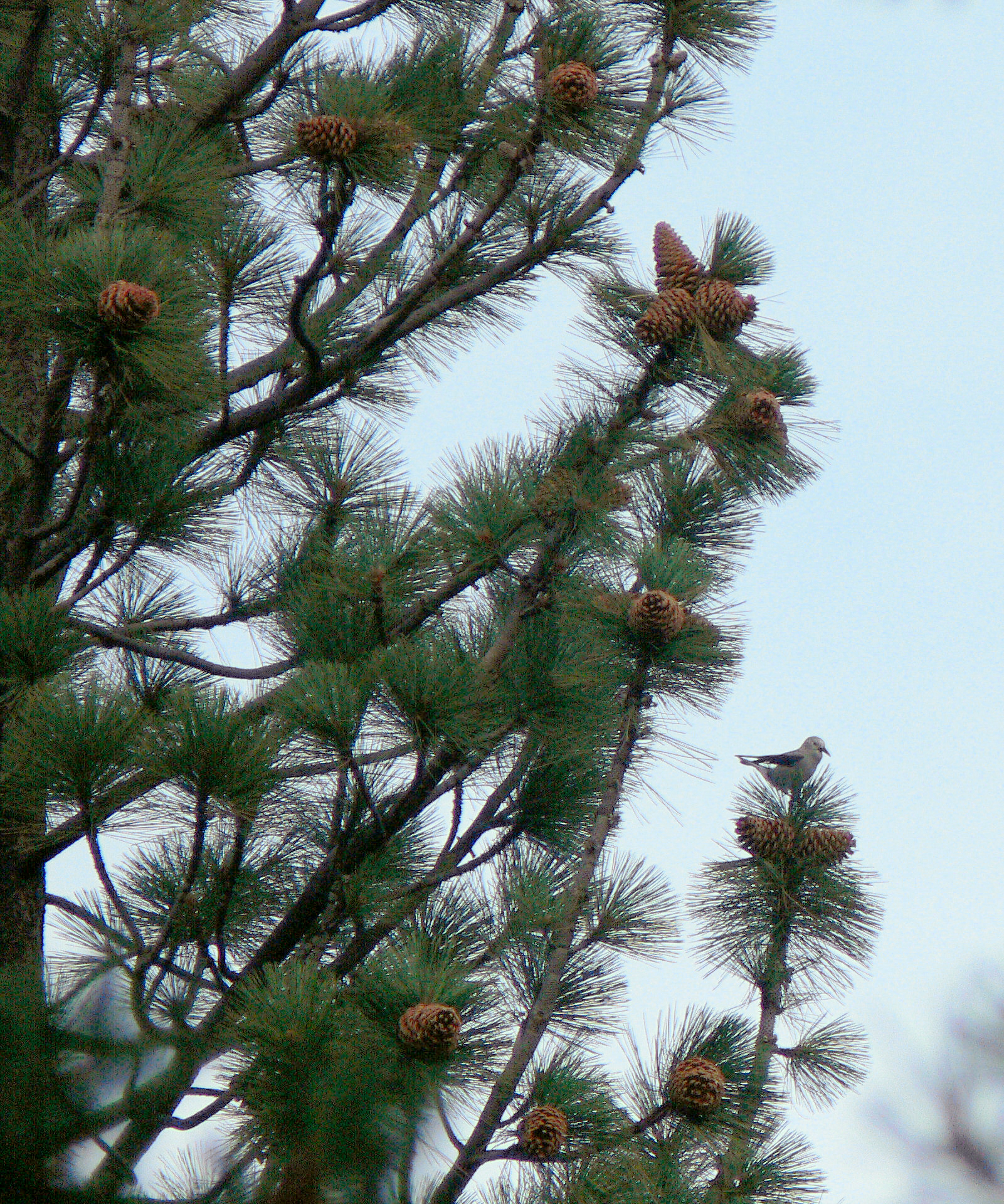
levele és toboza
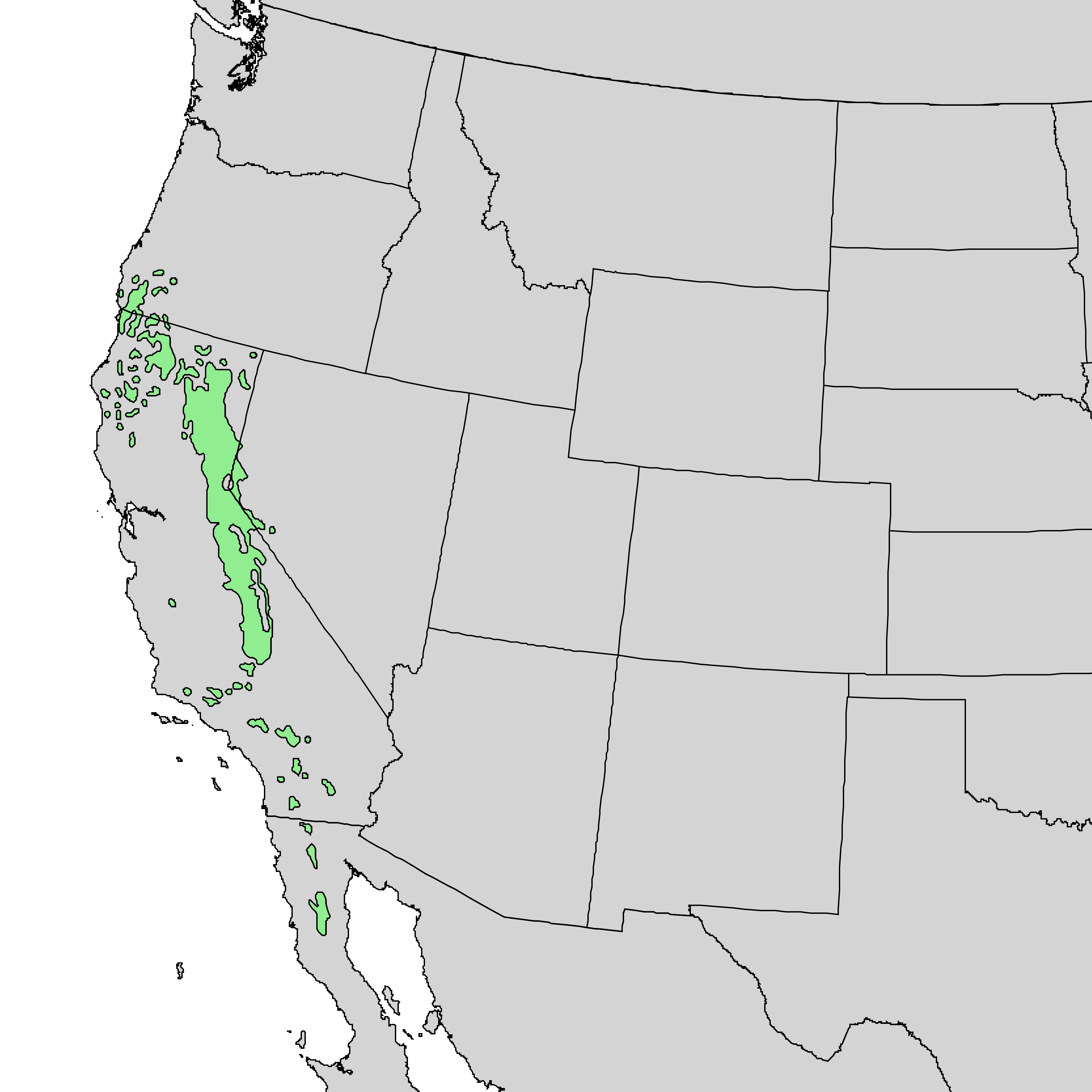
elterjedése